# Кафоличность церкви
Кафоли́чность це́ркви (греч. Ἡ Καθολικότητα τῆς Ἐκκλησίας, из καθολικός — «вселенский» (с точки зрения Православной церкви), от καθ — «сообразно» и ολος — «целый») в христианском богословии, согласно Никео-Цареградскому символу веры — одно из существенных свойств Церкви Христовой (наряду с единством, святостью и апостоличностью), понимаемое как её пространственная, временна́я и качественная универсальность. Часто сближается с термином «вселенская» (οἰκουμένη — «заселённая земля, Вселенная»). Термин «кафолическая» может прилагаться как ко всей Церкви, так и к её частям. В последнем случае имеется в виду, что каждая часть Церкви обладает той же полнотой, что и вся Церковь. Под понятием «вселенская» подразумевают именно «количественную» характеристику всей Церкви и не относится к каждой её части.

## История термина
Первым христианским богословом, использовавшим термин «кафолическая церковь» (καθολικὴ Ἐκκλησία) был священномученик Игнатий Богоносец (около 110 года). В своём «Послании к Смирнской церкви» (гл. VIII) он заявлял: «Где будет епископ, там должен быть и народ, так как где Иисус Христос, там и кафолическая церковь».
Слово (καθολικὴ) («вселенская, католическая, кафолическая») передаётся в церковнославянской традиции как «соборная» (собо́рнаѧ).
В основе учения св. Игнатия Богоносца о Церкви, как и апостола Павла, о существовании или пребывании Церкви Божией в каждой местной церкви лежит евхаристическая экклезиология, Церковь Божия пребывает в местной церкви потому, что в её евхаристическом собрании пребывает Христос во всей полноте и во всём единстве своего тела.
Поскольку св. Игнатий Богоносец, употребляя этот термин, его не объясняет, можно предположить, что он уже был понятен его современникам.
Термин «кафолический» происходит от греческих слов каф и олон — «по всему целому». Термин «кафоличность» обычно трактуют как полноту единения верующих в церковных общинах, возглавляемых епископами. Эта проблематика коренится в обсуждениях II века среди наследников апостолов. Постапостольские епископы настаивали на епископальном устройстве церкви, некоторые пресвитеры на пресвитерианской на том основании, что они являются последователями и преемниками апостолов. До нашего времени от этого противостояния дошли только термины — «кафолическая» (епископальная) и «пресвитерианская» церкви.
Термин содержится в Апостольском Символе веры, датировка которого — неточна (но, видимо, не позже II века): Πιστεύω εἰς τò πνεῦμα τò ἅγιον, ἁγίαν καθολικὴν ἐκκλησίαν.
Второй Вселенский Собор в 381 году дополнил Никейский Символ веры Πιστεύω εἰς <…> μίαν, ἁγίαν, καθολικὴν καὶ ἀποστολικὴν Ἐκκλησίαν (Верую во «<…> Единую Святую, Соборную и Апостольскую Церковь») после чего термин «кафолическая (соборная) церковь» стал одним из фундаментальных экклезиологических терминов (понятий) на Востоке и Западе.
Преподобный Викентий Леринский указывал:

В самой же кафолической Церкви особенно должно заботиться нам о том, чтобы содержать то, чему верили повсюду, всегда, все; ибо истинно и в собственном разуме кафолическое, как показывает значение и смысл наименования сего, — то, что всё вообще объемлет.
Оригинальный текст (лат.)In ipsa item catholica ecclesia, magnopere curandum est ut id teneamus quod ubique, quod semper, quod ab omnibus creditum est; hoc est etenim uere proprieque catholicum, quod ipsa uis nominis ratioque declarat, quae omnia fere uniuersaliter conprehendit.

Существительное καθολικότης («кафоличность») появилось значительно позже.

## Понятие кафоличности (соборности) в Российской империи
Русское школьное догматическое богословие XIX века давало вполне консервативное толкование термина:

<…>она [Церковь] не ограничивается никаким местом, ни временем, ни народом, но заключает в себе истинно верующих всех мест, времён и народов.
Соборной, Кафолической или Вселенской Церковь называется и есть:
1. по пространству. Она предназначена обнимать собою всех людей, где бы они ни обитали на земле;
2. по времени. Церковь предназначена приводить к вере во Христа всех людей и существовать до скончания века;
3. по своему устройству. Церковь не связывается ни с какими условиями гражданского устройства, которые она считала бы для себя необходимыми, ни с каким определённым языком или народом.